# Leonid Michailowitsch Baranow
Leonid Michailowitsch Baranow (russisch Леонид Михайлович Баранов; * 30. Dezember 1943 in Moskau; † 7. Juli 2022 in Staryje Omutischtschi, Rajon Petuschki, Oblast Wladimir) war ein sowjetisch-russischer Bildhauer und Hochschullehrer.

## Leben
Baranow studierte 1962–1968 am Moskauer Surikow-Kunstinstitut (Nachfolger der Moskauer Hochschule für Malerei, Bildhauerei und Architektur) bei Nikolai Tomski, Michail Baburin und Dmitri Schilinski. 1969 wurde Baranow Mitglied der Union der Künstler der UdSSR.
1980 wurde Baranows 2 m hohe Bronze-Statue Michail Lomonossows im Archangelsker Lomonossow-Theater aufgestellt. Ein zweiter Guss steht seit 1991 im Moskauer Skulpturenpark Museon. 1982 flog Baranows Skulptur Der Flug als Geschenk des russischen Außenministeriums an die UNESCO an Bord eines Raumschiffs in den Weltraum. 1986 errichtete Baranow in Usman ein Denkmal für den dort geborenen Physiker Nikolai Bassow.
1997 wurde in Rotterdam anlässlich des 300-jährigen Jubiläums der Großen Gesandtschaft Baranows 2,7 m hohe Bronzestatue Peters I. als Geschenk Russlands an die Niederlande aufgestellt (gesponsert von Alexander Smolenskis SBS-AGRO-Bank). 2001 schuf Baranow im Auftrag des russischen Kulturministeriums eine abstrakte Gedenkskulptur für Wassily Kandinsky, die 2004 an Kandinskys Haus am Sudow-Platz in Moskau angebracht wurde. 2004 wurde in Baden-Baden Baranows Dostojewski-Denkmal als Geschenk der Moskauer Senit-Bank aufgestellt. Im selben Jahr wurde im Moskauer Lebedew-Institut (FIAN) Baranows Nikolai-Bassow-Büste aufgestellt.
2007 wurde Baranow zum Korrespondierenden Mitglied der Russischen Akademie der Künste gewählt. Im selben Jahr schuf er das Denkmal für die Moskauer Architekten Wassili Baschenow und Matwei Kasakow für den Zarizyno-Park. 2008 folgte eine Büste des Generalissimus Alexander Suworow für den Jekaterina-Park in Moskau. Im selben Jahr schuf Baranow für das Burdenko-Hauptmilitärklinikhospital die Skulpturengruppe Peter I. und Doktor Nicolaas Bidloo zu Ehren Bidloos als Gründer des ersten Hospitals in Moskau (gesponsert von der Senit-Bank). 2012 wurde Baranow zum Vollmitglied der Russischen Akademie der Künste gewählt.
Abgesehen von vielen inländischen Ausstellungen hatte Baranow an Ausstellungen in Ungarn (1987), Laibach (1990), den USA (1990, 1994) und Italien (1991) teilgenommen.
Baranow lehrte 2007–2013 an der Moskauer Staatlichen Universität für Design und Technologie mit Ernennung zum Professor.
Baranow war mit der Kunstwissenschaftlerin Swetlana Dschafarowa (* 1955) verheiratet und hatte die Kinder Pjotr (* 1990, Kunstwissenschaftler) und Natalja.

## Ehrungen, Preise
- Goldmedaille der Russischen Akademie der Künste (2008)
- Verdienter Künstler der Russischen Föderation (2014)[5]

## Werke (Auswahl)

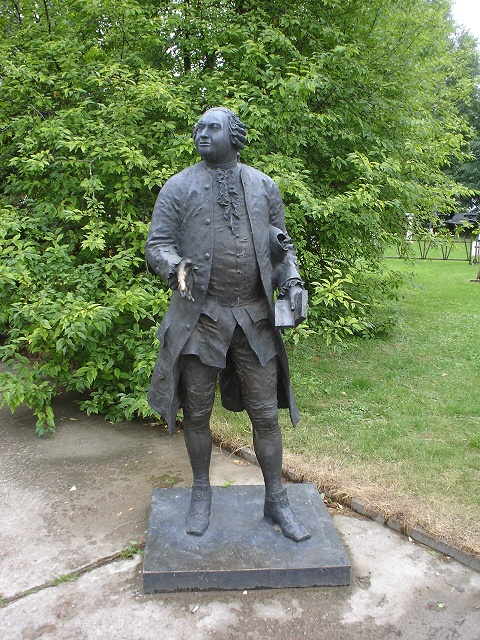
Michail Lomonossow, Museon, Moskau
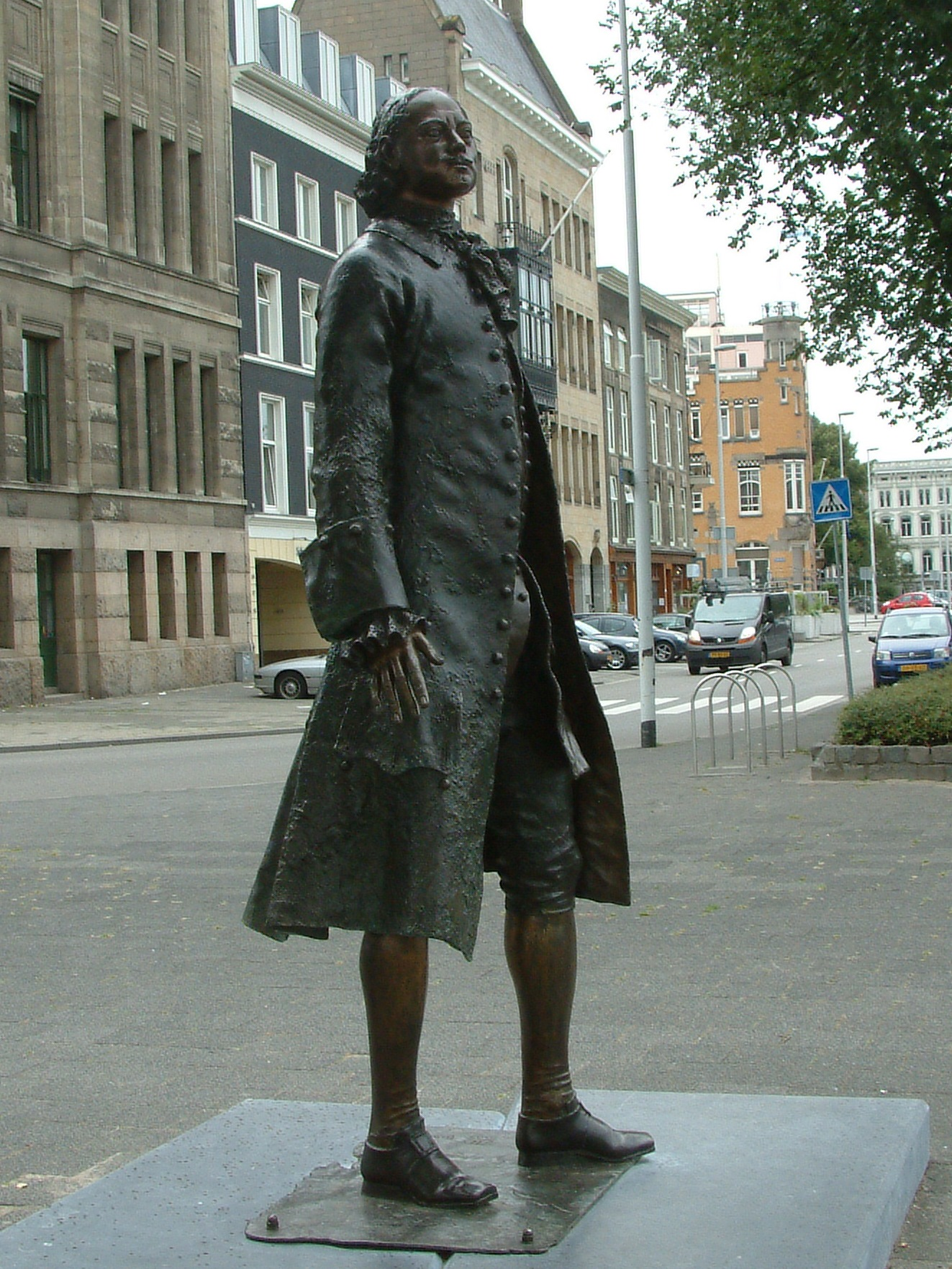
Peter I., Scheepvaartkwartier, Rotterdam
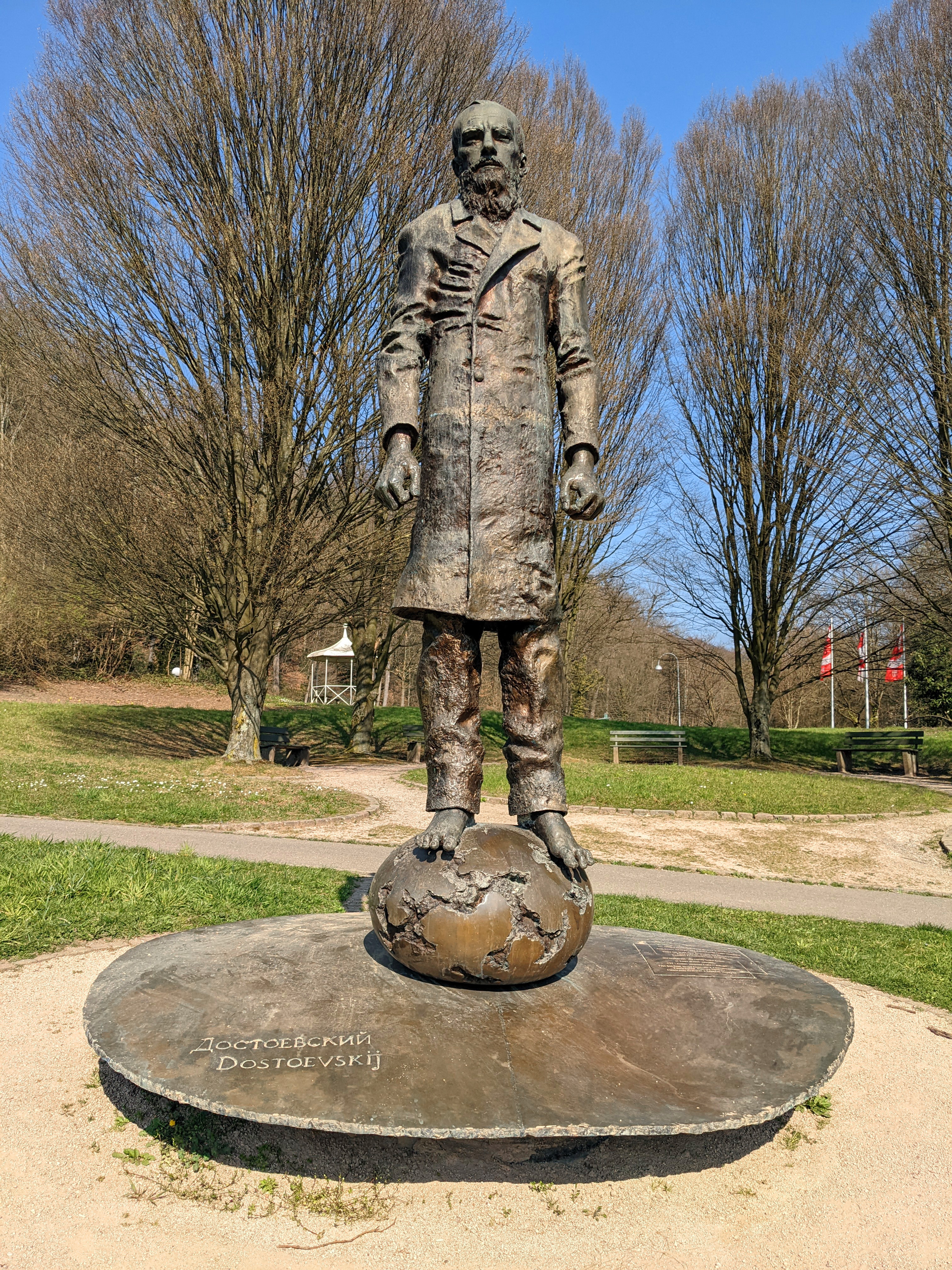
Dostojewski, Baden-Baden